# Primi ministri di Cuba
I primi ministri di Cuba dal 1940 ad oggi sono i seguenti.

## Primi Ministri della Repubblica di Cuba, 1940-1976
| #  | Nome                                  | Mandato                            | Partito | Capi di Stato            | Note                      |
| -- | ------------------------------------- | ---------------------------------- | --- | ------------------------ | ------------------------- |
| 1  | Carlos Saladrigas y Zayas             | 10 ottobre 1940 - 16 agosto 1942   | Coalizione Socialista Democratica | Fulgencio Batista        |                           |
| 2  | Ramón Zaydín y Márquez Sterling       | 16 agosto 1942 - 16 marzo 1944     | Coalizione Socialista Democratica | Fulgencio Batista        |                           |
| 3  | Anselmo Alliegro y Milá               | 16 marzo 1944 - 10 ottobre 1944    | Coalizione Socialista Democratica | Fulgencio Batista        |                           |
| 4  | Félix Lancís Sánchez                  | 10 ottobre 1944 - 13 ottobre 1945  | Partito Rivoluzionario Cubano-Autentico | Ramón Grau San Martín    |                           |
| 5  | Carlos Prío Socarrás                  | 13 ottobre 1945 - 1º maggio 1947   | Partito Rivoluzionario Cubano-Autentico | Ramón Grau San Martín    |                           |
| 6  | Raúl López del Castillo               | 1º maggio 1947 - 10 ottobre 1948   | Partito Rivoluzionario Cubano-Autentico | Ramón Grau San Martín    |                           |
| 7  | Manuel Antonio de Varona y Loredo     | 10 ottobre 1948 - 6 ottobre 1950   | Partito Rivoluzionario Cubano-Autentico | Carlos Prío Socarrás     |                           |
| 8  | Félix Lancís Sánchez                  | 6 ottobre 1950 - 1º ottobre 1951   | Partito Rivoluzionario Cubano-Autentico | Carlos Prío Socarrás     |                           |
| 9  | Óscar B. Gans y López Martínez        | 1º ottobre 1951 - 10 marzo 1952    | Partito d'Azione Unitaria | Carlos Prío Socarrás     |                           |
| 10 | Fulgencio Batista                     | 10 marzo 1952 - 4 aprile 1952      | Militare | Fulgencio Batista        |                           |
| –  | Carica vacante                        | 4 aprile 1952 - 14 agosto 1955     | | Fulgencio Batista        |                           |
| –  | Andrés Domingo Morales y del Castillo | 14 agosto 1954 - 24 febbraio 1955  | Indipendente | Fulgencio Batista        | Primo ministro ad interim |
| 11 | Jorge García Montes                   | 24 febbraio 1955 - 26 marzo 1957   | Partito d'Azione Progressista | Fulgencio Batista        |                           |
| 12 | Andrés Rivero Agüero                  | 26 marzo 1957 - 6 marzo 1958       | Partito d'Azione Progressista | Fulgencio Batista        |                           |
| 13 | Emilio Núñez Portuondo                | 6 marzo 1958 - 12 marzo 1958       | Partito d'Azione Progressista | Fulgencio Batista        |                           |
| 14 | Gonzalo Güell y Morales de los Ríos   | 12 marzo 1958 - 1º gennaio 1959    | Partito d'Azione Progressista | Fulgencio Batista        |                           |
| 14 | Gonzalo Güell y Morales de los Ríos   | 12 marzo 1958 - 1º gennaio 1959    | Partito d'Azione Progressista | Anselmo Alliegro         |                           |
| 14 | Gonzalo Güell y Morales de los Ríos   | 12 marzo 1958 - 1º gennaio 1959    | Partito d'Azione Progressista | Carlos Manuel Piedra     |                           |
| 14 | Gonzalo Güell y Morales de los Ríos   | 12 marzo 1958 - 1º gennaio 1959    | Partito d'Azione Progressista | Manuel Urrutia Lleó      |                           |
| 14 | Gonzalo Güell y Morales de los Ríos   | 12 marzo 1958 - 1º gennaio 1959    | Partito d'Azione Progressista |                          |                           |
| 15 | José Miró Cardona                     | 5 gennaio 1959 - 13 febbraio 1959  | Indipendente |                          |                           |
| 16 | Fidel Castro                          | 16 febbraio 1959 - 2 dicembre 1976 | Movimento 26 luglio; Organizzazioni Rivoluzionarie Integrate; Partito Unito della Rivoluzione Socialista di Cuba; Partito Comunista di Cuba |                          |                           |
| 16 | Fidel Castro                          | 16 febbraio 1959 - 2 dicembre 1976 | Movimento 26 luglio; Organizzazioni Rivoluzionarie Integrate; Partito Unito della Rivoluzione Socialista di Cuba; Partito Comunista di Cuba | Osvaldo Dorticós Torrado |                           |
| 16 | Fidel Castro                          | 16 febbraio 1959 - 2 dicembre 1976 | Movimento 26 luglio; Organizzazioni Rivoluzionarie Integrate; Partito Unito della Rivoluzione Socialista di Cuba; Partito Comunista di Cuba |                          |                           |

## Presidenti del Consiglio dei ministri e del Consiglio di Stato, 1976-2019
| # | Nome              | Mandato                            | Partito                   | Capi di Stato     | Note                                      |
| - | ----------------- | ---------------------------------- | ------------------------- | ----------------- | ----------------------------------------- |
| 1 | Fidel Castro      | 3 dicembre 1976 - 24 febbraio 2008 | Partito Comunista di Cuba | Fidel Castro      | dal 31 luglio 2006 Raúl Castro è reggente |
| 2 | Raúl Castro       | 24 febbraio 2008 - 19 aprile 2018  | Partito Comunista di Cuba | Raúl Castro       |                                           |
| 3 | Miguel Díaz-Canel | 19 aprile 2018 - 10 ottobre 2019   | Partito Comunista di Cuba | Miguel Díaz-Canel |                                           |

## Presidenti e Primi Ministri di Cuba, 2019
| # | Nome              | Mandato                       | Partito                   | Capi di Stato     | Note |
| - | ----------------- | ----------------------------- | ------------------------- | ----------------- | --- |
| 1 | Miguel Díaz-Canel | 10 ottobre - 21 dicembre 2019 | Partito Comunista di Cuba | Miguel Díaz-Canel | Fino al 21 dicembre 2019, giorno della nomina a Primo ministro di Manuel Marrero Cruz, primo a ricoprire il ruolo dopo 43 anni |

## Primi Ministri della Repubblica di Cuba, dal 2019
| # | Nome                | Mandato                      | Partito                   | Capi di Stato     | Note                                         |
| - | ------------------- | ---------------------------- | ------------------------- | ----------------- | -------------------------------------------- |
| 1 | Manuel Marrero Cruz | 21 dicembre 2019 - in carica | Partito Comunista di Cuba | Miguel Díaz-Canel | Il primo a ricoprire l'incarico dopo 43 anni |